# イェレナ・ロザンチッチ
イェレナ・ロザンチッチ（Jelena Lozančić、1983年3月26日 - ）は、フランスの元女子バレーボール選手。現役時代のポジションはミドルブロッカー。元フランス代表。

## 来歴
- クラブチーム

旧ユーゴスラビアのザグレブ出身。2001年、フランスのRacing Club Villebon 91へ入団。フランス国内リーグでは2季連続で準優勝した。また、2002年にフランス国籍を取得した。2003年、RCカンヌへ移籍し、在籍した4年間でフランス国内リーグ、フランスカップで全タイトル獲得に貢献した。2005/06シーズンの欧州チャンピオンズリーグでは銀メダルを獲得した。2007年、ギリシャのパナシナイコスへ移籍し、2007/08シーズンのギリシャリーグ、ギリシャカップで2冠を果たした。肩の怪我により2008年12月にパナシナイコスを退団。2009年、Le Cannet VBに入団。2009/10シーズンのフランス国内リーグで3位となった。2010年、3年ぶりにRCカンヌへ復帰入団すると、2010/11、2011/12、2012/13シーズンのフランス国内リーグ、フランスカップで優勝を果たした。2013年に現役引退した。引退後は2018年9月に、ヴォレロ・ル・カネのCEOに就任した。彼女はクラブを通じて、フランスにおける女性スポーツの促進と女子バレーボールの発展に尽力し、フランス国内リーグでは2021/22シーズンに初優勝を、2022/23シーズンはリーグ連覇を果たし強豪クラブへ押し上げた。
- 代表チーム

アンダーカテゴリーの代表として、2003年のユニバーシアード大会に出場し4位となった。シニア代表には2002年に初選出され、欧州選手権には2007年大会から3大会連続で出場した。2008年、ワールドグランプリ欧州予選に出場した。2011年、ヨーロッパリーグに出場し6位となった。

## 球歴
- 欧州選手権 - 2007年、2009年、2011年

## 所属クラブ
- Racing Club Villebon 91（2001-2003年）
- RCカンヌ（2003-2007年）
- パナシナイコス（2007-2008年）
- Le Cannet VB（2009-2010年）
- RCカンヌ（2010-2013年）